# 圣亚纳博物馆

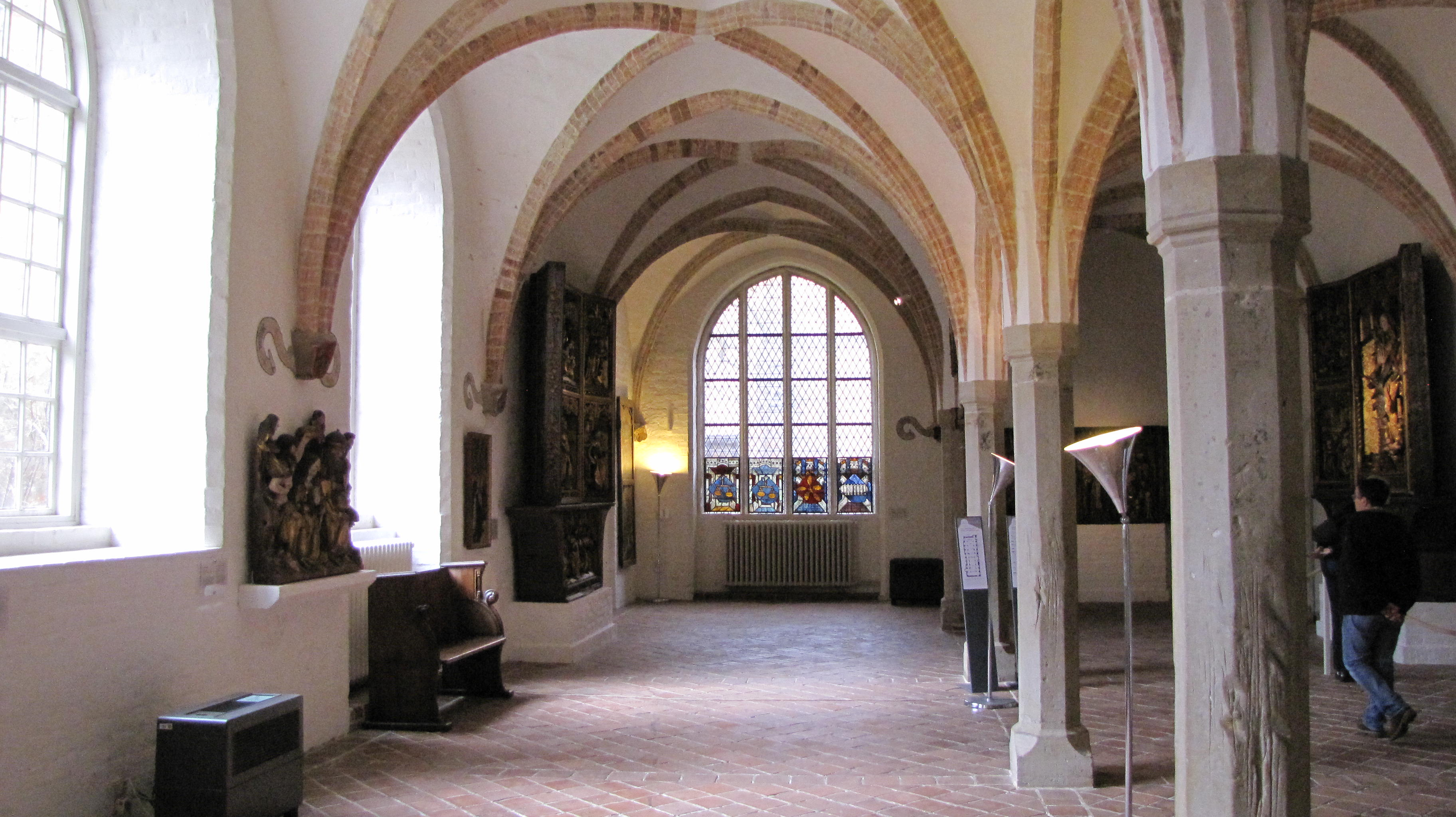
圣亚纳博物馆

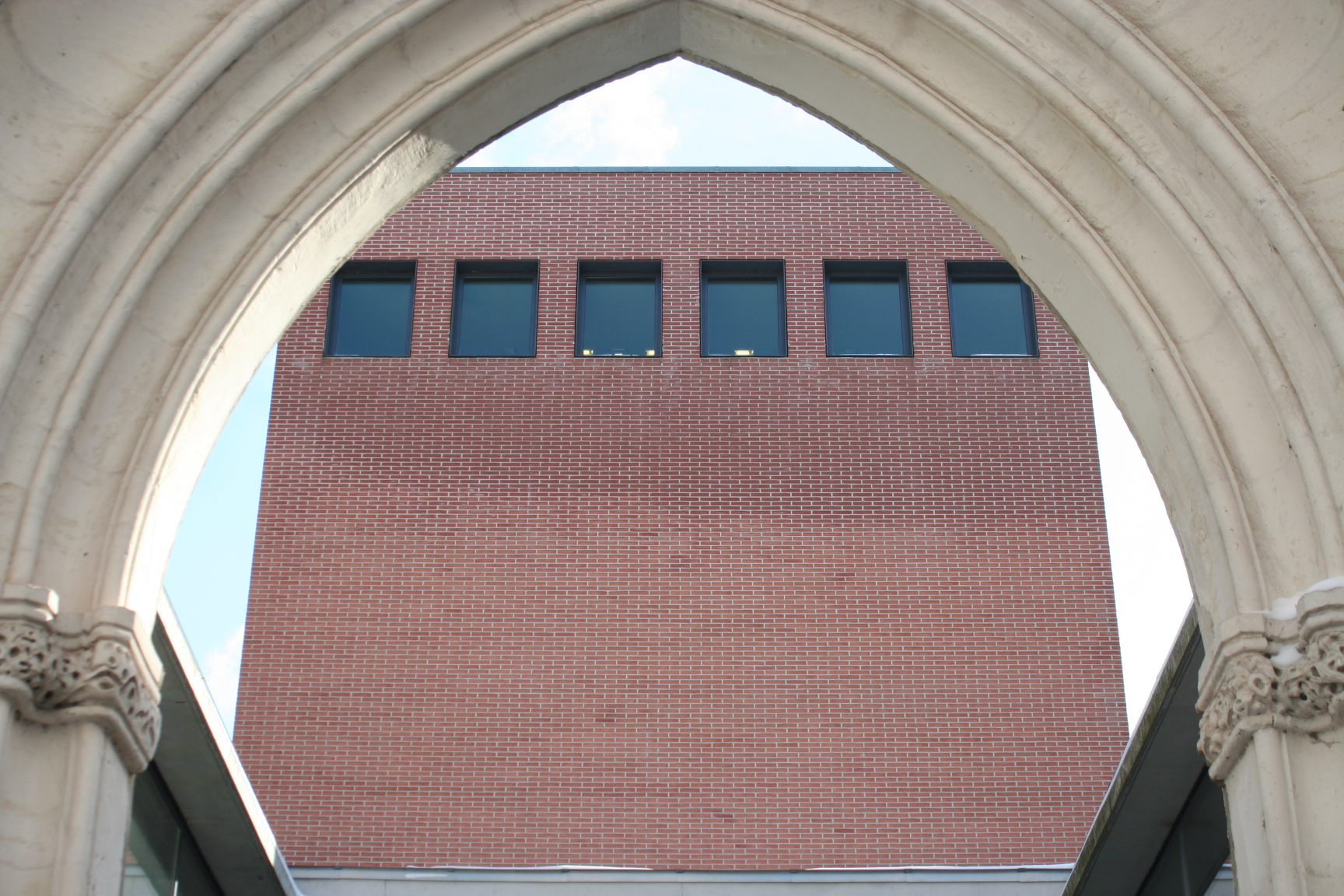
新展馆

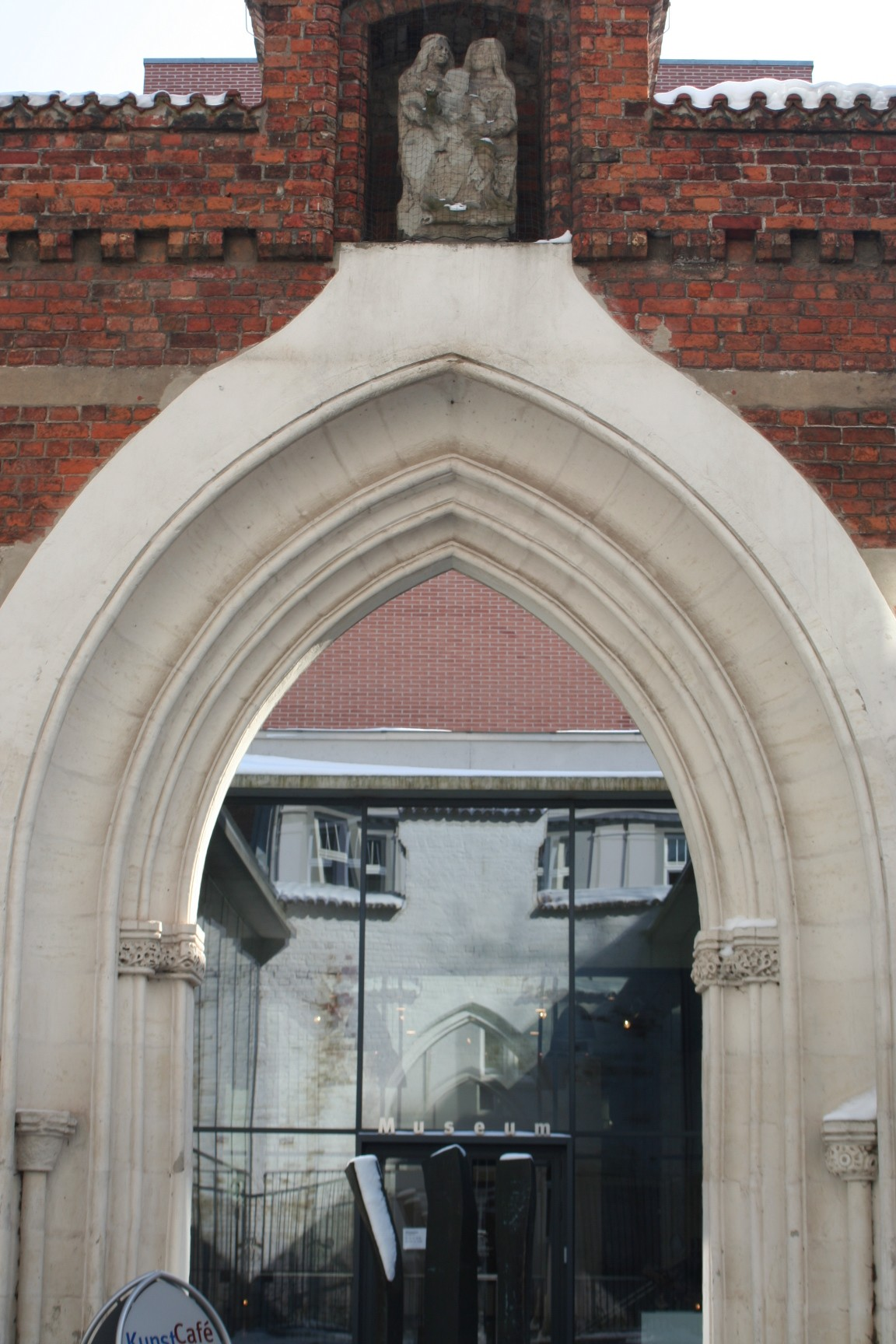

圣亚纳博物馆（德語：Museumsquartier St. Annen）原为奥斯定会圣亚纳修女院（德語：Sankt-Annen-Kloster），1915年成立圣亚纳博物馆，为吕贝克的艺术和文化历史博物馆之一，其中包括德国最大的中世纪雕塑和祭坛画收藏，包括汉斯·梅姆林等人的著名祭台画。
这些展品陈列在大楼的一楼，紧邻吕贝克东南部的犹太会堂。
该博物馆是吕贝克世界遗产的一部分。

## 历史

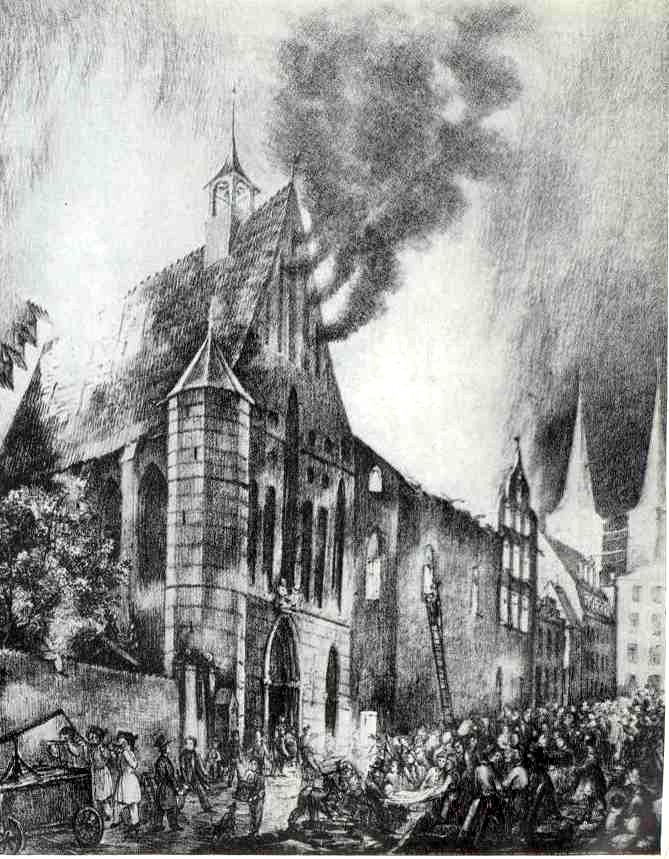

圣亚纳修女院及附属教堂建于1502–1515年，为哥特式风格。教堂供奉圣亚纳。不久后发生宗教改革，修道院关闭，最后一批修女在1532年离开。1610年，在此建立济贫院。后来，修道院的部分被用作监狱。
1843年，修道院和教堂部分被烧毁。修复期间，教堂被拆除。
底层的大部分房间保存原来的状态。

## 祭台
- 路加祭台，Hermen Rode；
- 旅行者祭台，Bernt Notke；
- 圣安多尼祭台，Benedikt Dreyer；
- 基督受难祭台，汉斯·梅姆林（以前在吕贝克主教座堂）
- Jacob van Utrecht的祭台